# Grote wasbloem
De grote wasbloem (Hoya carnosa) is een plant uit de maagdenpalmfamilie (Apocynaceae). 
De plant heeft, dunne, tot 6 m lange stengels met korte hechtwortels, waarmee hij zich aan bomen en rotsen vasthecht. De plant heeft dikvlezige, tegenoverstaande bladeren, die gaafrandig, eirond tot ovaal en 5-10 × 2,5-5,5 cm groot zijn. Ze hebben een wasachtige glans en zilverachtige vlekken verspreid over het blad.
De bloeiwijze heeft een 1-3 cm lange steel, waaruit de 2-4 cm lange individuele bloemstelen ontspringen. Tot dertig bloemen groeien in bloemschermen. De kelkbladen zijn tot 3 mm lang en zitten verborgen onder de witte tot zachtroze, 1,5-2 cm brede bloemkroon. Boven op de bloemkroon zit nog een, kleinere, stervormige, roomwitte bijkroon met een rood centrum. De bloemen beginnen 's nachts sterk te geuren en worden dan bestoven door insecten. De vruchten zijn langwerpig, toegespitst en 6-10 cm × 0,5-1,5 cm groot.
De grote wasbloem komt oorspronkelijk voor van India tot in China en in Australië op bomen en rotsen. Tegenwoordig wordt de plant wereldwijd gekweekt. In België en Nederland kan de plant het beste in de gematigde kas worden gekweekt.